# Johann Dominik Fiorillo
Johann Dominik Fiorillo (født 13. oktober 1748 i Hamburg, død 10. september 1821 i Göttingen) var en tysk kunsthistoriker og maler.
F., af italiensk herkomst, uddannedes paa Baireuth’s Akademi og i Italien, blev 1781 Tegnelærer i Göttingen, 1799 Prof. i Filosofi ved Univ. der. I sine Historiemalerier gaar han i Batoni’s Spor; større
Bet. har han som flittig Kunsthistoriker. Værker: »Geschichte der zeichnenden Künste von
ihrer Wiederauflebung bis in die neuesten Zeiten« (5 Bd, 1798—1808), »Kleine Schriften
artistischen Inhalts« (2 Bd, 1803—06) og »Geschichte der zeichnenden Künste in Deutschland und
der vereinigten Niederlanden« (4 Bd, 1815—20).